# 刹帝利
剎帝利（梵文：क्षत्रिय，天城文轉寫：Kṣatriya，源自梵文詞彙 kṣatra，其含義為「統治、權威」；英語：Kshatriya 或 Rajanya）是印度教社會的四個瓦爾那之一，與武士貴族有關。 梵文詞彙 kṣatriyaḥ 用於後來的吠陀社會，成員分為四個階級：婆羅門、剎帝利、吠舍和首陀羅。

## 現代考證
剎帝利階級據說源自雅利安人。19世紀開始，西方學者發現，現存婆羅門與剎帝利氏族的系譜有長久的偽造傳統。低階層婆羅門會為各地部落領導人偽造出身，讓他們可以成為剎帝利氏族。因此剎帝利階級的起源並不像傳統相信的，起源於單一雅利安人祖先，而是由印度各地原住部落民所形成。

## 參看
- 釋迦牟尼